# USS Ticonderoga (CG-47)
USS Ticonderoga (DDG/CG-47) je bila prva raketna krstarica klase Ticonderoga u službi američke ratne mornarice te peti brod koji nosi to ime.

Trenutačno se nalazi u mornaričkom kompleksu za brodove izvan službe s neizvjesnom sudbinom. Iako je bilo najavljeno da će brod biti razrezan, formirala se snažna inicijativa koja se zalaže da se Ticonderoga postavi kao brod muzej u Pascagouli (matičnoj luci).

## Vanjske poveznice
- Veterani USS Ticonderoge